# Markomannenkriege

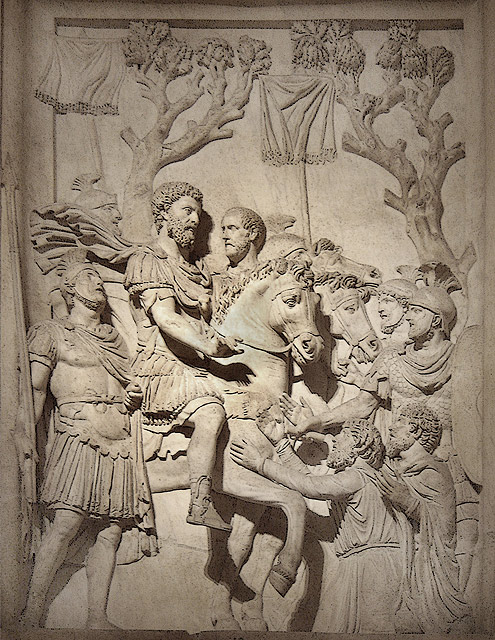
Szene aus den Markomannenkriegen: Mark Aurel begnadigt Germanenhäuptlinge

Der Begriff Markomannenkriege fasst die Kämpfe zusammen, die in den Jahren von 166 bis 180 während der Herrschaft des Kaisers Mark Aurel zwischen dem Römischen Reich sowie den germanischen und sarmatischen Stämmen hauptsächlich im Bereich der mittleren Donau (Mähren, Slowakei, Ungarn, Rumänien) ausgetragen wurden.
In zeitgenössischen, römischen Quellen und der antiken Geschichtsschreibung werden die Kriege als „expeditio Germanica prima et secunda“ bezeichnet. Zu den Auseinandersetzungen gehört wohl auch die „expeditio Burica“, die unter Kaiser Commodus im Jahre 182 endete und als „dritter Markomannenkrieg“ bezeichnet wird.
Bei den Hauptgegnern Roms handelte es sich um die Markomannen, Quaden, Jazygen und Vandalen; daneben waren Roxolanen, Langobarden, Bastarnen, Hermunduren, Narisker sowie weitere Stämme im Vorfeld und Hinterland des römischen Limes an der mittleren Donau in die Kämpfe verwickelt.
Auf dem Territorium des Römischen Reiches waren von den Kampfhandlungen vor allem die Donauprovinzen Raetia, Pannonia, Moesia und Dacia, zum Teil auch Noricum betroffen. Hauptquartiere der römischen Armeeführung befanden sich in Carnuntum, Vindobona und Sirmium.
Die genaue Datierung der Ereignisse und der militärischen Operationen steht unter dem Vorbehalt einer nicht sehr ergiebigen Quellenlage, weshalb es sich bei der im Folgenden gegebenen zeitlichen Darstellung nur um eine von mehreren Interpretationen handeln kann.

## Verlauf

### Vorgeschichte

Die germanischen Stämme in der Mitte des 1. Jahrhunderts n. Chr.

Unter der Herrschaft des Kaisers Antoninus Pius drängten die ersten germanischen Gruppen an den Donaulimes und baten um Aufnahme ins Römische Reich. Der Kaiser lehnte dieses Ansinnen aber ab und versuchte wohl, auf friedlichem Wege der Lage Herr zu werden, indem er bei den Quaden einen romfreundlichen König einsetzte, was durch Münzprägungen mit der Aufschrift „rex Quadis datus“ („den Quaden wurde ein König gegeben“) bezeugt ist. Da sich die Unruhen jedoch zu Beginn von Mark Aurels Herrschaft fortsetzten, sah dieser sich gezwungen, militärisch zu handeln; er musste aber erst die Beendigung des Partherkriegs des Lucius Verus und die Rückkehr der Truppen aus dem Osten abwarten. So verhandelten die Statthalter der Donauprovinzen zunächst mit den Grenzvölkern, um sie zu beruhigen und hinzuhalten. Gegen Ende des Jahres 165 oder zu Beginn des folgenden Jahres führten die Legaten Julius Verus und Marcus Claudius Fronto nach ihrer Rückkehr aus dem Partherkrieg Truppenaushebungen in Italien durch. Zwei neue Legionen wurden aufgestellt.

### Erster Markomannenkrieg
Gegen Ende des Jahres 166 oder zu Beginn des folgenden Jahres fielen erstmals 6000 Langobarden und Obier in Pannonien ein. Sie wurden aber rasch zurückgeschlagen und unterlagen Auxiliartruppen, bestehend aus Kavallerie unter dem Befehl des Marcus Macrinius Avitus Catonius Vindex und einer Abteilung Infanterie unter dem Befehl des Candidus. In Westdakien griffen Vandalen und Sarmaten die Goldbergwerke der Provinz an.
Marcus Iallius Bassus, der Statthalter von Pannonia superior, führte im Jahre 167 Friedensverhandlungen mit Vertretern von insgesamt elf Stämmen. Ballomar, der König der Markomannen, vermittelte zwischen den Verhandlungspartnern. Die ins Reich eingedrungenen Völker zogen wieder ab und verpflichteten sich zur Ruhe. Die Markomannen sollten hierfür garantieren. Eine dauerhafte Lösung wurde jedoch nicht erreicht; die unruhige Lage an der Grenze blieb bestehen.
Erst nach der Rückkehr der Truppen aus dem Osten konnte die geplante Offensive stattfinden. Zum Auftakt des Feldzuges hielt Kaiser Mark Aurel am 6. Januar des Jahres 168 eine Ansprache an die Prätorianer in Rom. Im Frühjahr desselben Jahres bezog er zusammen mit seinem Mitkaiser Lucius Verus ein Hauptquartier in Aquileia in Oberitalien. Erste Maßnahmen waren die Einrichtung einer Militärverwaltungszone mit großen Verteidigungsstützpunkten in Oberitalien und den Donauprovinzen („praetentura Italiae et Alpium“) und die Aushebung von neuen Legionen. Eine dieser Legionen, die Legio III Italica, wurde später in Raetien im Lager Castra Regina stationiert, woraus das heutige Regensburg entstand.
Eine Pandemie, die Antoninische Pest, die die kaiserliche Armee 166 aus dem Osten eingeschleppt hatte, breitete sich innerhalb des römischen Heeres schnell aus und führte zu einer dramatischen Dezimierung der Truppen. So musste die geplante Offensive verschoben werden. Im Frühjahr 169 entschlossen sich die beiden Kaiser auf Anraten des Hofarztes Galen zur Rückkehr nach Rom; Lucius Verus starb aber auf der Reise. Im Herbst desselben Jahres brach Mark Aurel erneut von Rom aus zur Front auf. Begleitet wurde er unter anderem von Tiberius Claudius Pompeianus, dem Schwiegersohn des Kaisers, der sein engster Berater während der Kriege werden sollte.

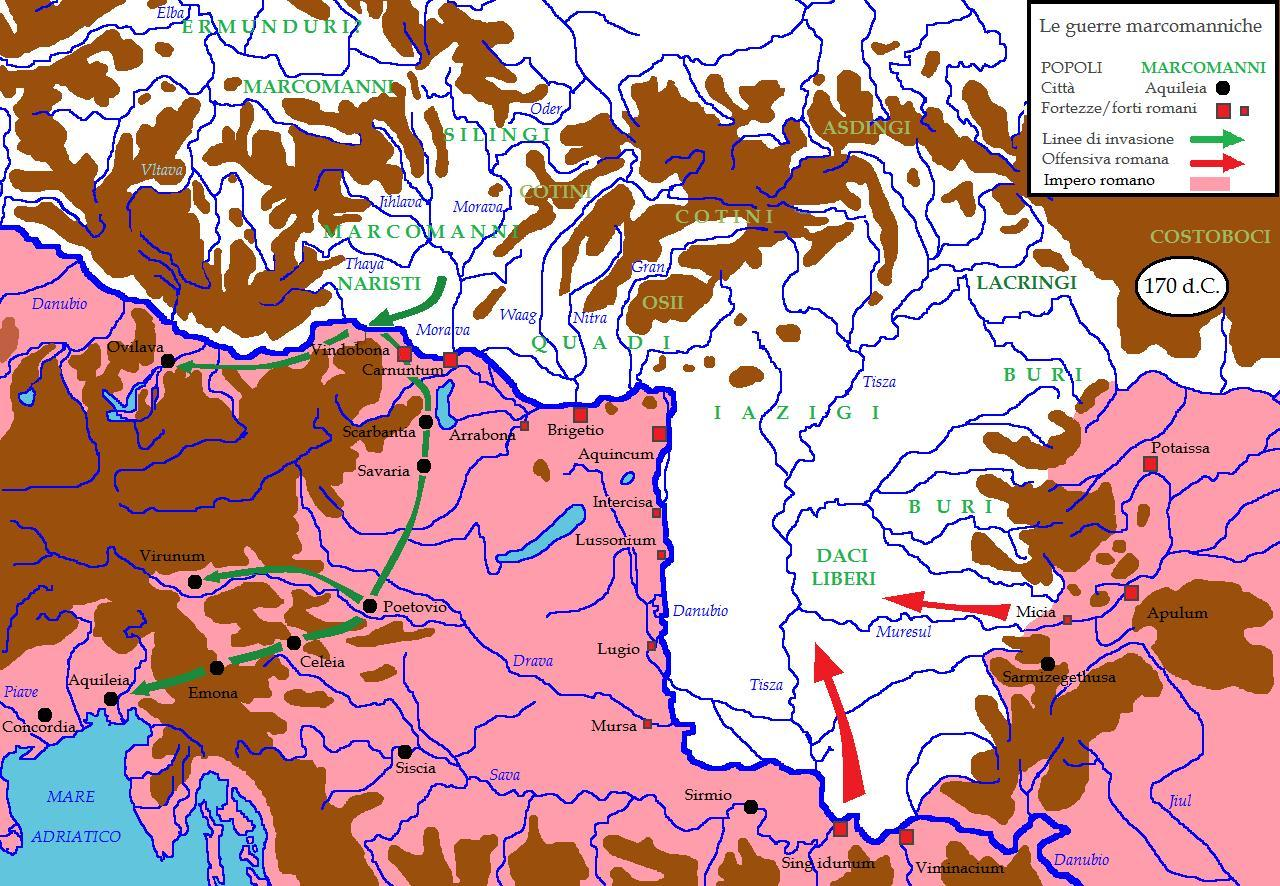
Die Kriegsereignisse im Jahre 170

Im Jahre 170 scheiterte eine erste Offensive der römischen Armee auf germanisches Gebiet. 20.000 Römer fielen im Kampf, worauf germanische Stämme in die Donauprovinzen und in Oberitalien einfielen, Aquileia belagerten und das benachbarte Opitergium völlig zerstörten. Die Kostoboken stießen über Moesia inferior, Thracia und Macedonia bis nach Eleusis in der Provinz Achaea vor. Zu ihrer Abwehr erhielt Vehilius Gratus Iulianus das Kommando über ein Truppenkontingent (vexillatio per Achaiam et Macedoniam). Im Zuge der Abwehrmaßnahmen wurden die Städte in den betroffenen Provinzen befestigt.
Marcus Valerius Maximianus erhielt das Kommando über die Abteilungen der misenischen und ravennatischen Flotte und Einheiten der classis Britannica mit dem Auftrag, den Nachschub der pannonischen Truppen zu sichern.
Im Laufe des Jahres 171 wurden die Eindringlinge aus den Provinzen vertrieben, wobei sich der spätere Kaiser Pertinax auszeichnete. Gegen Ende des Jahres folgten umfangreiche diplomatische Verhandlungen in Carnuntum zur Vorbereitung des Feldzuges. Die Quaden verpflichteten sich zur Neutralität. Die Römer versuchten, germanische Stämme zum Kampf gegen die Markomannen zu bewegen. So verhandelte Cornelius Clemens, der Statthalter in Dakien, mit den vandalischen Stämmen der Asdingen und Lakringen, die schließlich als römische Bundesgenossen gegen die Kostoboken zu Felde zogen. Die Kotiner, ein Volk mit stark keltischem Einschlag, erklärten sich bereit, unter der Führung von Taruttienus Paternus, dem kaiserlichen Sekretär für den lateinischen Schriftverkehr, gegen die Markomannen zu kämpfen, wurden jedoch kurze Zeit später wieder abtrünnig.

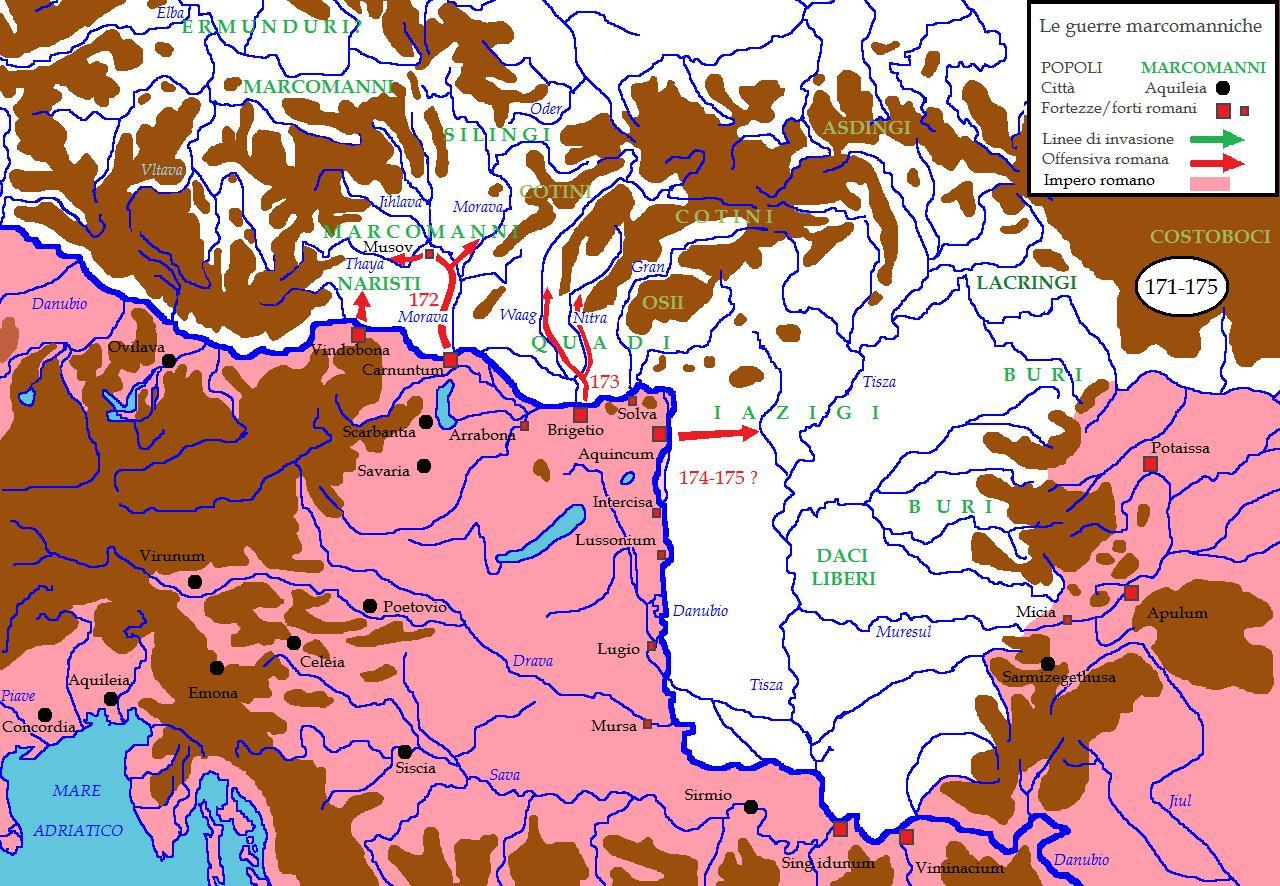
Die römische Gegenoffensive

Im Jahre 172 ging die römische Armee zur Gegenoffensive jenseits des Limes über. Zunächst zog man gegen die Markomannen. Es folgten Feldzüge gegen die Quaden, die vertragsbrüchig geworden waren und den Markomannen Hilfe geleistet hatten, schließlich gegen die Narisker und Jazygen. Besondere Ereignisse während dieser Feldzüge waren das „Regenwunder im Quadenland“ und das „Blitzwunder“, bei denen nach römischer Propaganda die Götter, veranlasst durch die Gebete des Kaisers, die römischen Truppen aus Gefahr erretteten. Die Christen führten diese Wunder auf die Gebete ihrer im Heer dienenden Glaubensgenossen zurück (s. Legenden um die Legio XII Fulminata und um den heiligen Donatus).
Im Jahre 174 wurde der romfreundliche König Furtius von den Quaden vertrieben und durch seinen Konkurrenten Ariogaesus ersetzt. Mark Aurel verweigerte dessen Anerkennung und setzte ein Kopfgeld auf ihn aus. Eine Erneuerung des Friedensvertrages wurde trotz des Angebots, 50.000 Gefangene auszuliefern, abgelehnt. Ariogaesus geriet in Gefangenschaft und wurde nach Alexandria verbannt.
Der erste Markomannenkrieg endete im Jahre 175 nach einem Feldzug gegen die Jazygen mit einem Waffenstillstand. Sie lieferten 100.000 römische Gefangene aus und stellten ein Kontingent von 8000 Reitern, von denen 5500 nach Britannien abkommandiert wurden.
Nach dem Aufstand des Avidius Cassius zog der Kaiser mit einem Großteil der Truppen in die östlichen Provinzen. An diesem Zug nahm auch ein von Markomannen, Quaden und Nariskern gestelltes Truppenkontingent unter der Führung des Prokurators Marcus Valerius Maximianus teil. Nach ihrer Rückkehr feierten Mark Aurel und sein Sohn Commodus am 23. Dezember des Jahres 176 in Rom einen gemeinsamen Triumph („de Germanis“, „de Sarmatis“).

### Zweiter Markomannenkrieg

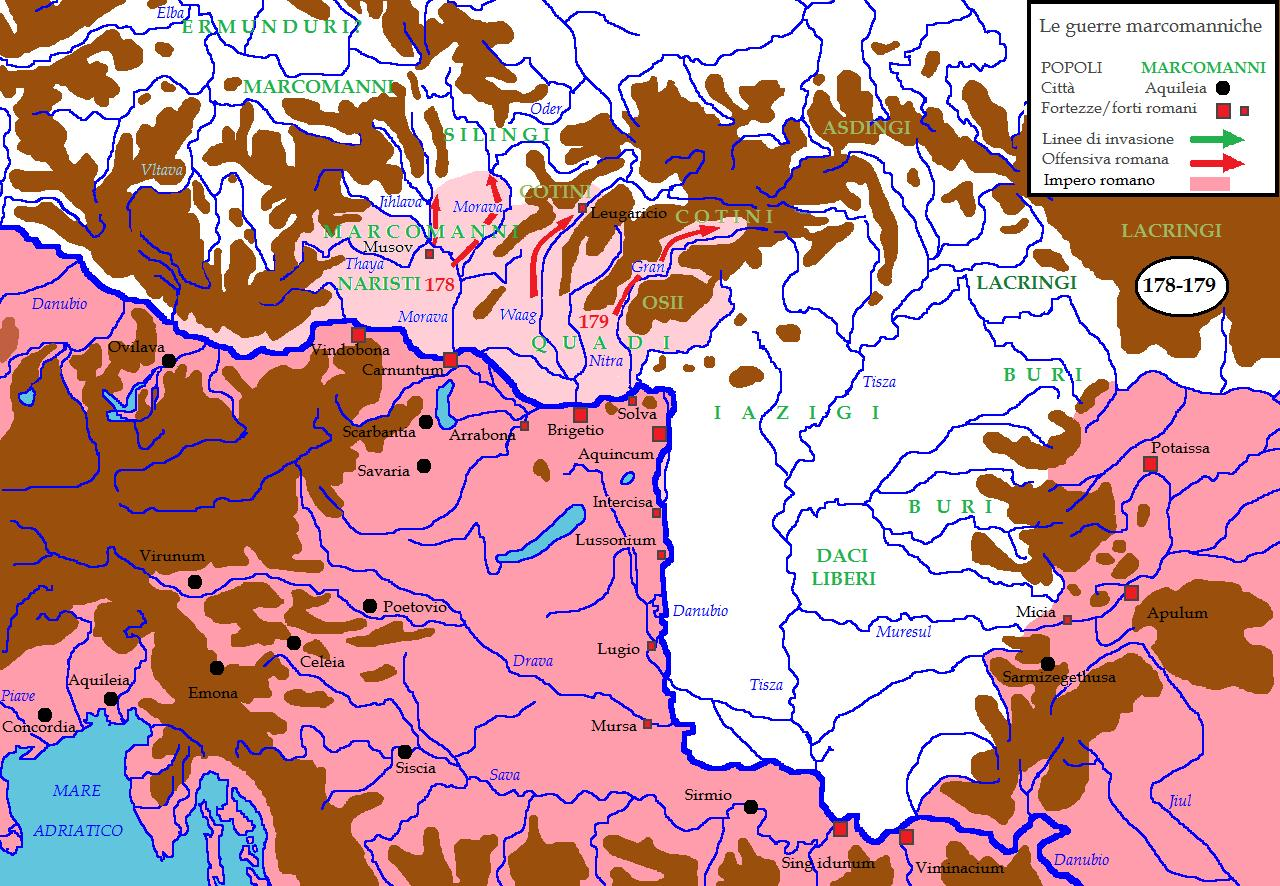
Die Feldzüge im zweiten Markomannenkrieg

Nach einer kurzen Ruhephase flammten im Jahre 177 die Kämpfe an der Donau erneut auf. Am 3. August des Jahres 178 brachen Mark Aurel und Commodus zum zweiten Markomannenkrieg auf („expeditio Germanica secunda“). Der Prätorianerpräfekt Taruttienus Paternus erhielt den Oberbefehl im Feld.
Ein besonderes Ereignis war eine Schlacht gegen die Quaden in der heutigen Slowakei, die einen ganzen Tag lang dauerte. Im Gebiet der Markomannen und Quaden wurden halbfeste Militärlager mit insgesamt 40.000 Mann angelegt. Im Winter 179/180 lagerte Marcus Valerius Maximianus mit Truppenkontingenten der Legio II Adiutrix bei Laugaricio (Trenčín in der Slowakei). Am 17. März des Jahres 180 starb Kaiser Mark Aurel, vermutlich in Vindobona. Gegen den Rat der Militärs schloss sein Sohn Commodus mit den germanischen Stämmen einen Friedensvertrag ab und kehrte nach Rom zurück, wo er am 22. Oktober desselben Jahres einen Triumph feierte.

### Dritter Markomannenkrieg

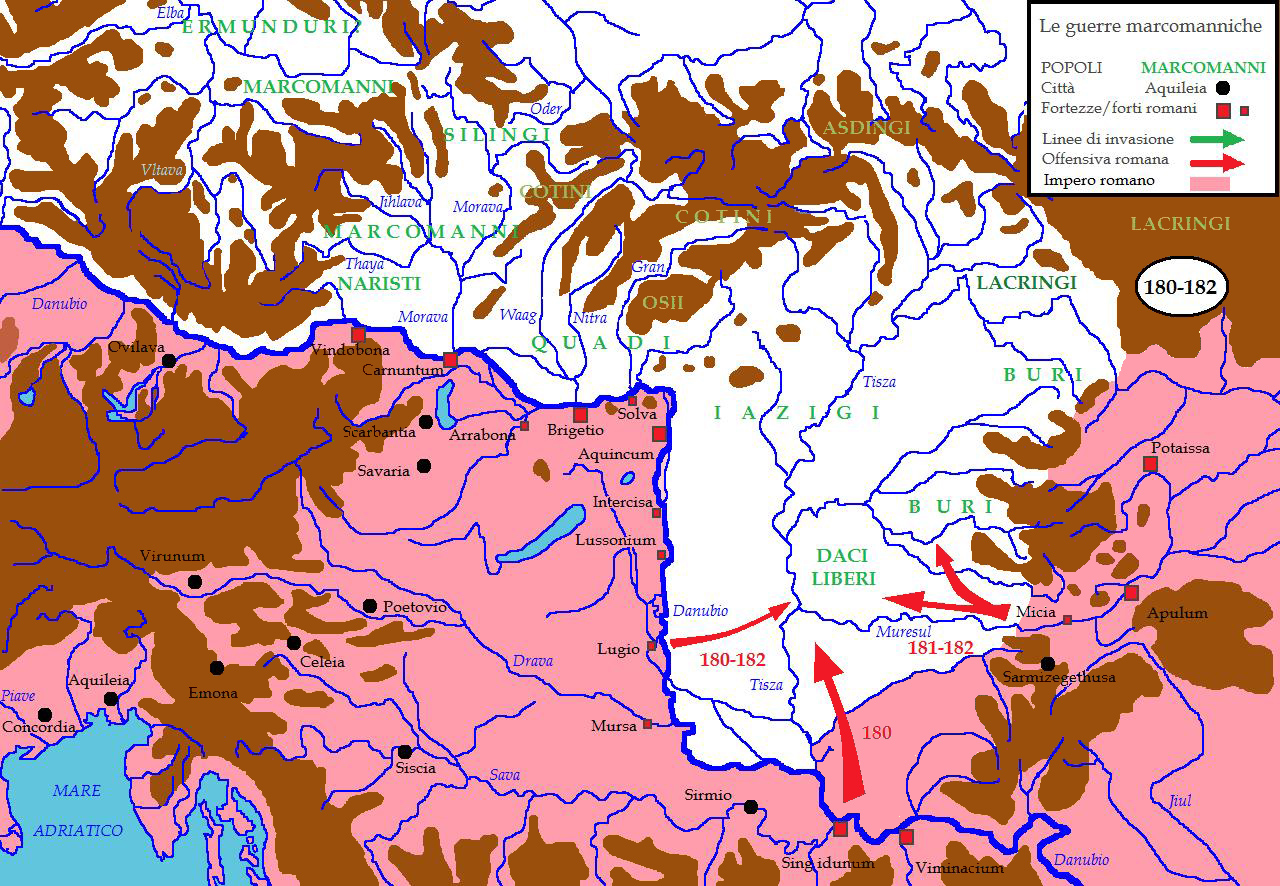
Die Feldzüge im dritten Markomannenkrieg

Durch eine Inschrift bezeugt ist ein Feldzug gegen den germanischen Stamm der Buren („expeditio Burica“). Über den Verlauf dieser Auseinandersetzung ist wenig bekannt. Der Schwerpunkt der Kämpfe muss im dakischen Raum gelegen haben. Die Kämpfe fanden im Jahre 182 ihr Ende, als Kaiser Commodus den Siegesbeinamen „Germanicus Maximus“ annahm.

## Beteiligte Truppen
An den Markomannenkriegen nahmen folgende Legionen teil: I Adiutrix, I Italica, I Minervia, II Adiutrix, II Italica, III Italica, X Gemina, XI Claudia, XIII Gemina, XIIII Gemina und XII Fulminata.
Außerdem nahmen Vexillationen der folgenden Legionen teil: II Traiana fortis, III Augusta, III Cyrenaica, III Gallica, VII Claudia, IIII Flavia Felix, X Fretensis, XV Apollinaris, XXX Ulpia Victrix.
Darüber hinaus waren eine unbekannte Zahl an Hilfstruppenkontingenten an den Kämpfen beteiligt.

## Ursachen

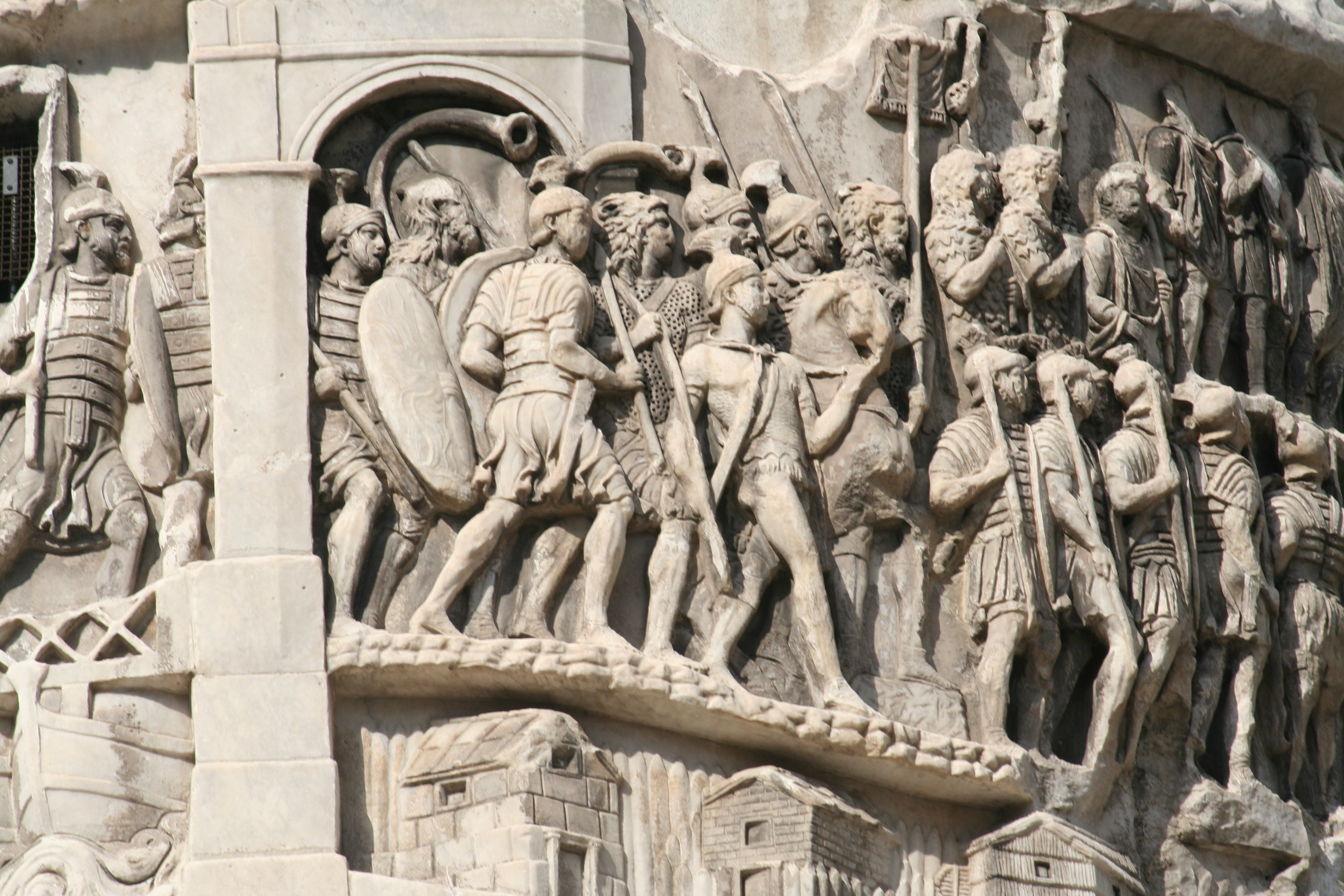
Die Römer überqueren die Donau, Szene aus den Markomannenkriegen 171 n. Chr. auf der Mark-Aurel-Säule in Rom

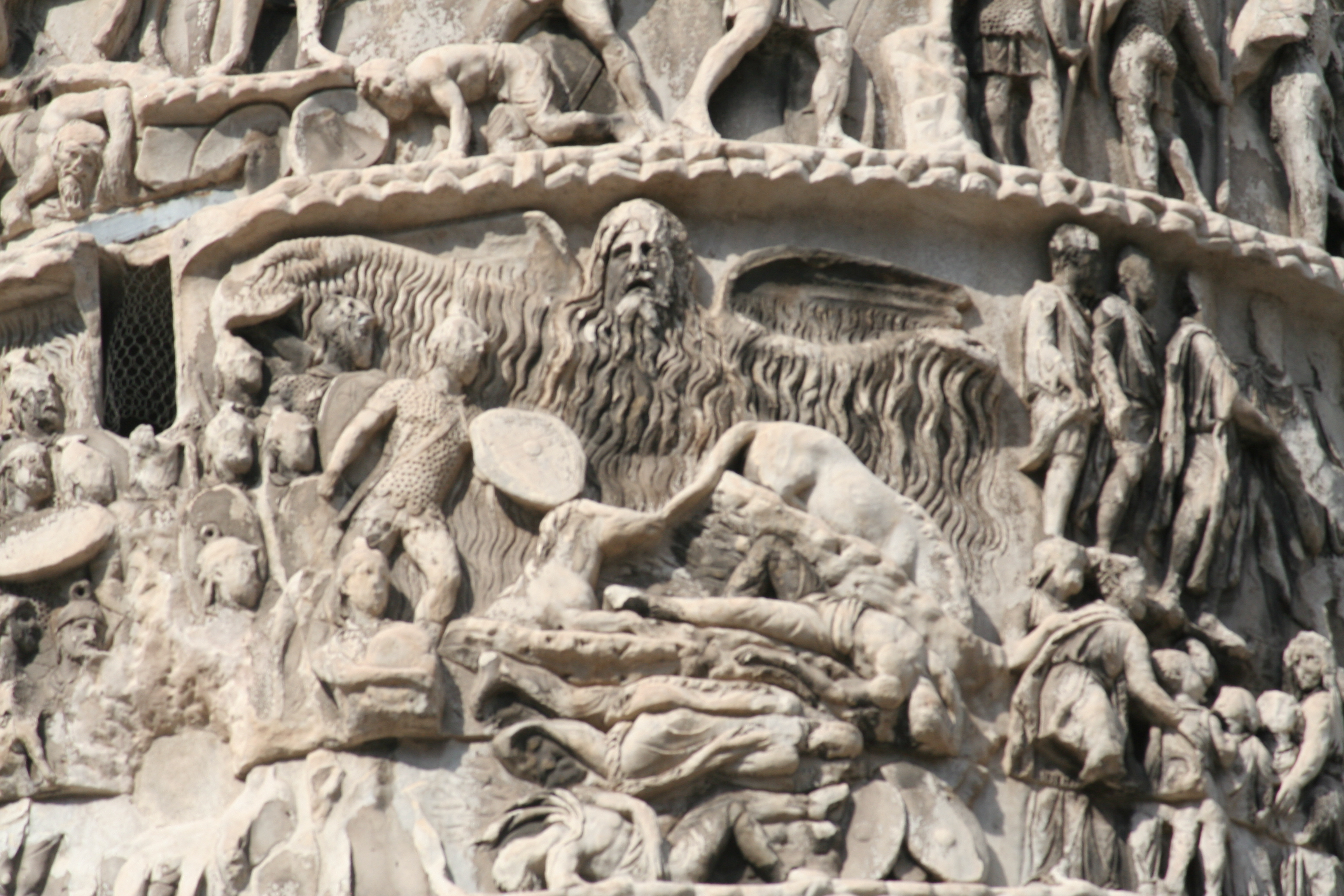
Das Regenwunder im Quadenland, Szene aus den Markomannenkriegen auf der Mark-Aurel-Säule in Rom

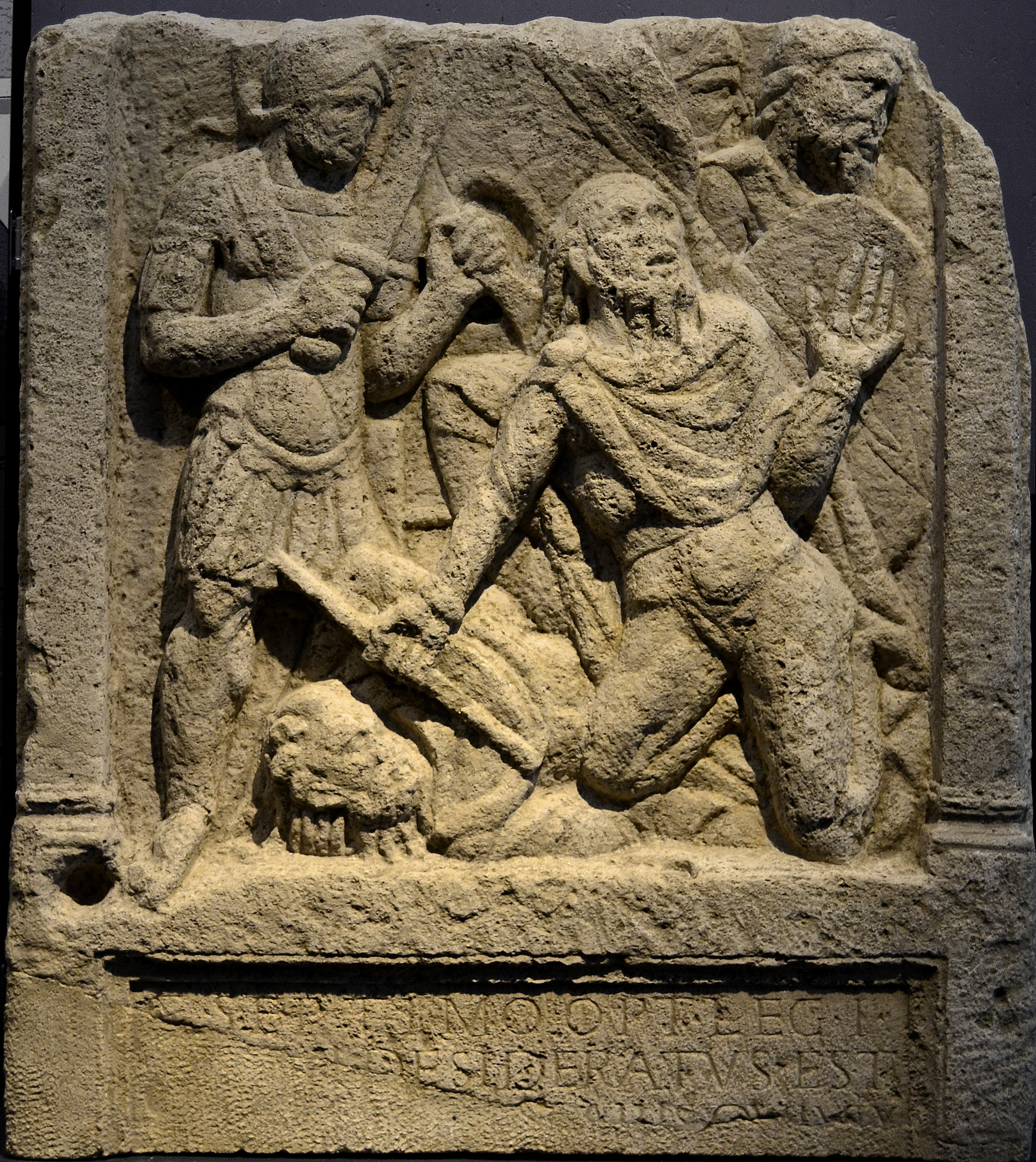
Römische Soldaten kämpfen während der Markomannenkriege gegen Germanen. Grabstein aus Brigetio, ca. 173 n. Chr.: Ae(lio) Septimo opt(ioni) leg(ionis) I/[Ad]i(utricis) desideratus est/[bello 3]aris qui vix(it); Übersetzung: „Dem Aelius Septimus, Unteroffizier der Legio I Adiutrix, vermisst im Krieg gegen die Naristen, der lebte...“.

Eine Ursache der Kriege wird in den Bevölkerungsverschiebungen im Inneren Germaniens gesehen, die um die Mitte des 2. Jahrhunderts einsetzten. Vermutlich sind sie vor allem durch die erste Ausbreitung der Goten in Richtung Süden begründet. Klimaverschlechterungen in Mitteleuropa und dadurch verursachte wirtschaftliche Krisen werden hierfür verantwortlich gemacht. Diese Wanderungen führten zu einem verstärkten Druck auf die Grenzen des Römischen Reiches und zu einer Destabilisierung innerhalb der Klientelstaaten, die unmittelbar an das Reich angrenzten und die einen wichtigen Faktor des römischen Verteidigungssystems darstellten.
Vor diesen Kriegen waren die gesellschaftlichen und wirtschaftlichen Verhältnisse bei den Germanen durch eine Vielzahl von locker verbundenen Sippen geprägt, die insgesamt nur geringe Macht besaßen. Der Handel mit römischen Gütern sowie politische Einflussnahme von Seiten des Römischen Reiches führten innerhalb der germanischen Klientelstaaten zu einer stärkeren Strukturierung der Gesellschaft, so dass die Herrschaftsverhältnisse gefestigt wurden. Dies kam den Römern entgegen, die zum Schutz des Reiches jenseits des Limes den Aufbau von politisch zuverlässigen Klientelstaaten erstrebten. In den einzelnen Stämmen übernahmen größere Gefolgschaften die militärische Disziplin und Waffentechnik der Römer. Solche Gefolgschaften konnten aber auch von romfeindlichen Kräften innerhalb der Stämme genutzt werden. Die zur Reichsgrenze drängenden landsuchenden Germanen verschärften die Lage zusätzlich.

## Bedeutung
Die Markomannenkriege waren ein Teil der militärischen, gesellschaftlichen und wirtschaftlichen Probleme, die unter der Regierung Kaiser Mark Aurels begannen und im 3. Jahrhundert zu einer tiefgreifenden Krise des Reiches führen sollten. Auf militärischem Gebiet gehört auch der Partherkrieg dazu, der sich im 3. Jahrhundert in den Perserkriegen fortsetzte. Das Römische Reich war ab der zweiten Hälfte des 2. Jahrhunderts von ökonomisch motivierten Unruhen geprägt, des Weiteren von verstärkten Konflikten mit religiösen Außenseitern, vor allem den Christen. Unter Kaiser Mark Aurel setzten die ersten systematischen Christenverfolgungen ein.
In den Markomannenkriegen trat erstmals das bis zum Ende des Römischen Reiches dauernde Problem auf, in welcher Form und im welchen Maße die außerhalb des Reiches lebenden Völker, vor allem die germanischen Stämme, an den kulturellen und zivilisatorischen Errungenschaften des Reiches teilhaben sollten. Die germanische Oberschicht glich sich zunehmend den Lebensverhältnissen an, wie sie im Reich herrschten. So begannen sich die kulturellen Grenzen zu verwischen. Gleichzeitig behielten die Germanen ihre tradierten kulturellen Eigenarten bei. Die römische Führung war einerseits auf Einflussnahme jenseits des Limes bedacht, andererseits aber auch auf strikte territoriale Abgrenzung und Aufrechterhaltung der Reichsgrenzen. Die Markomannenkriege bedeuten in diesem Zusammenhang nach einer langen Phase des friedlichen Ausgleichs eine von beiden Seiten ausgehende Hinwendung zu einer gewaltsamen Lösung des Konfliktes.

## Folgen
Die Markomannenkriege zeigten, dass die Limesstrategie, die sich unter den relativ ruhigen Verhältnissen der flavischen Dynastie und der Adoptivkaiser bisher gut bewährt hatte, nicht mehr funktionierte, wenn die Grenzen an mehreren Brennpunkten gleichzeitig bedroht wurden. Da fast die gesamte Armee auf alle Provinzen aufgeteilt war, um das Reich schon an den Grenzen zu verteidigen, war es nur möglich, strategisch einen Schwerpunkt zu setzen, indem man Kontingente aus weniger gefährdeten Teilen des Imperiums abzog.
In den Markomannenkriegen wurden anstelle ganzer Legionen verstärkt so genannte Vexillationen, kleinere Detachements, abkommandiert. Dies hatte zur Folge, dass sich ein Gemenge kleiner und kleinster, nicht aufeinander eingespielter Abteilungen ergab, was letztendlich doch weit größere organisatorische Probleme aufwarf, als es bei der Verlegung vollständiger Legionen der Fall war. Außerdem entstand die Gefahr, dass Gegner an geschwächten, aber bisher ruhigen Abschnitten die günstige Gelegenheit nutzten, um ungehindert Raubzüge ins Reich durchzuführen. Daraus entstand das Bedürfnis nach einer im Reichsinneren postierten mobilen Reserve, die sich in der Spätantike in Form der Comitatenses herausbildete.
Als unmittelbare Folge der Markomannenkriege hielt die Ruhe an der Donaugrenze zwar einige Jahre an, eine dauerhafte Befriedung gelang jedoch nicht. Ab dem 3. Jahrhundert verstärkten sich die Beutezüge der Germanen ins Römische Reich. Die Klientelvölker versuchten, die Vormundschaft Roms zu lockern oder gänzlich abzuschütteln. Den Römern war es in der Folgezeit nicht mehr möglich, das Reich territorial zu erweitern und auf diese Weise der Lage Herr zu werden. Aus heutiger Sicht werden die Markomannenkriege oft als Vorstufe der Völkerwanderung angesehen.

## Forschungsprobleme
Die genaue Datierung sowie die zeitliche Abfolge der einzelnen Kriegsgeschehnisse sind im Einzelnen unklar, was vor allem auf die dürftige Quellenlage zurückzuführen ist. Des Weiteren sind die letztlichen Kriegsziele der Römer umstritten: Die Forschung geht bisher meist davon aus, dass Mark Aurel vor allen Dingen defensiv gehandelt hat. In den Worten von Marcus Reuter "Längst war das Imperium von der Offensive in die Defensive geraten." Deswegen wird der wiederholte Hinweis in der Marcusbiographie der Historia Augusta, Mark Aurel habe jenseits der Donau die Einrichtung zweier neuer Provinzen, Marcomannia und Sarmatia, geplant, in der Forschung angesichts mangelnder Bestätigung aus anderen Quellen angezweifelt und kontrovers diskutiert. Einerseits hätten Gebirgszüge eine leichter zu verteidigende Grenze ergeben können, als es die Donau war; andererseits hätten Einrichtung und Ausbau zweier neuer Provinzen Ressourcen erfordert, die in der gegebenen, auf das Äußerste gespannten Lage des Reiches kaum zur Verfügung standen. Neuere archäologische Ausgrabungen weisen jedoch eine offensive Militärstrategie der Römer nach. Balázs Komoróczy und Jan Rajtár kommen aufgrund des neueren archäologischen Befundes zu folgendem Schluss: "Diese Befunde legen eine breit angelegte, durchdachte und geplante Strategie zur dauerhaften Kontrolle dieser Gebiete nahe, wobei davon auszugehen ist, dass diese im Jahr 180 n. Chr. als 'Provinzen im Okkupationszustand' bezeichnet werden können. Die Pläne des Marcus Aurelius zur Schaffung neuer Provinzen, die vielfach eher als Gerücht denn als Tatsache interpretiert werden, gewinnen dadurch an Plausibilität. Damit wurden die Gebiete nördlich der mittleren Donau zum Schauplatz des letzten ernsthaften Versuchs einer territorialen römischen Expansion." Das würde belegen, dass die Markomannenkriege unter Mark Aurel ein Eroberungsfeldzug waren.

## Quellenlage

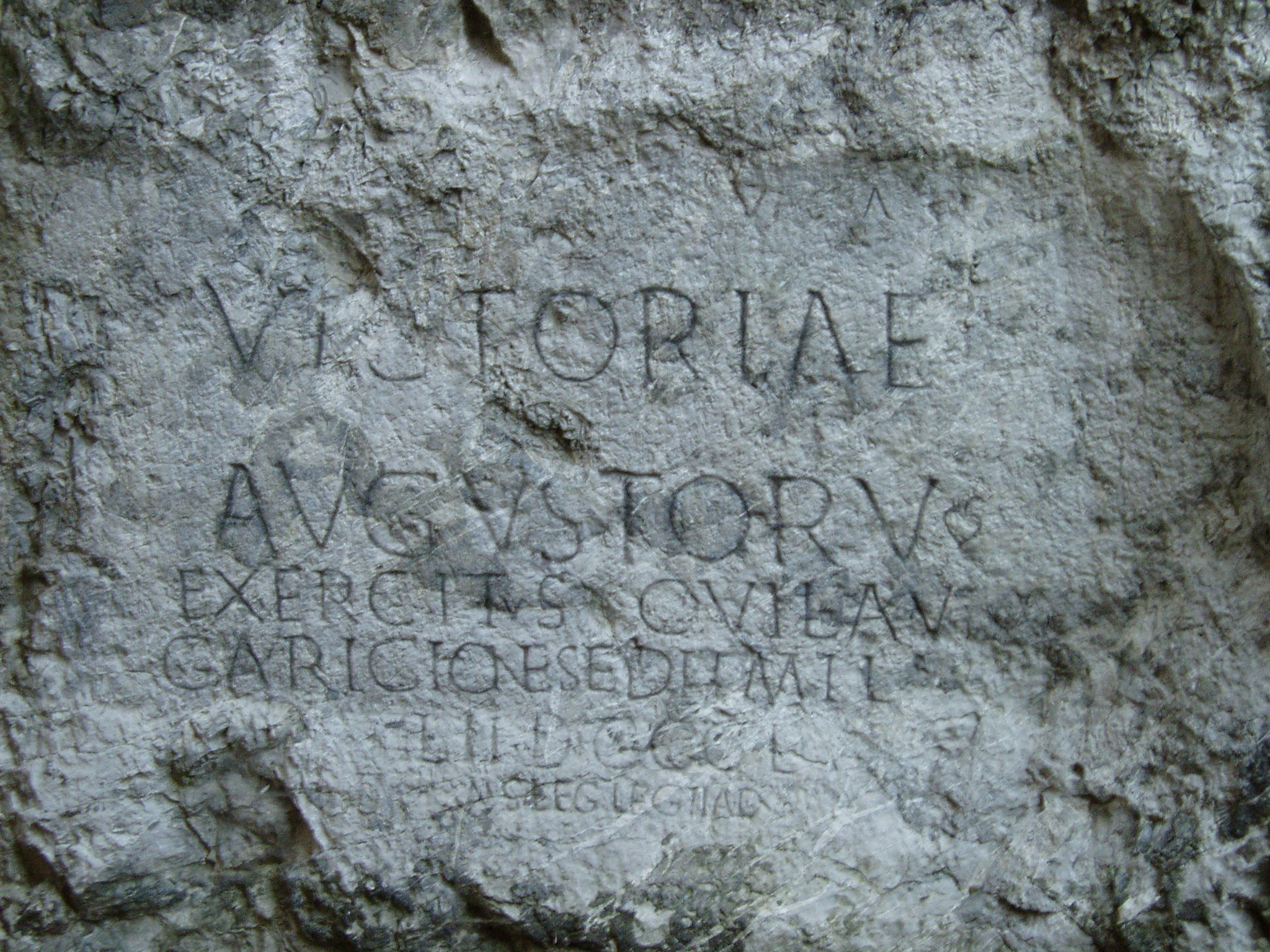
Inschrift von Trenčín